# ホワイト (バンド)
ホワイト（White）は、2005年にアラン・ホワイトによって結成されたプログレッシブ・ロック・バンドである。

## 略歴
アラン・ホワイトは、イエスでドラマーとしての役割を担当して成功を収め、ジョン・レノンやジョージ・ハリスン、ジョー・コッカーと仕事をしてきた。彼は以前、シアトルに拠点を置く2つのバンド、MerKaBaとTreason（Treasonの名を冠した1997年のアルバムへのゲスト参加を含む）と働いたことがあった。アラン・ホワイトとTreasonのキーボード奏者であったテッド・ストックウェルは、新しいアルバムを作成するのにMerKaBaと協力するようになり、Treasonのギタリストであるカール・ホーグもその後関与するようになった。
これによってMerKaBaのアイデンティティは失われ、バンドは新しい名前のホワイトとして引き継がれた。2004年半ばにストックウェルがキーボードで『New Day』と呼ばれるアルバム（曲目：「Fate」「The Way You See Me」「DreamAway」「New Day」「Shine」「Up」「Loyal」「Rite of Rain」「Mighty Love」「Burn All the Maps」「Waterhole (I'll Come Around)」）を完成させ、バンドはシアトル地域で少数のライブ日程をこなした。しかし、バンドとストックウェルが分裂してしまい、アルバムはリリースされないことになってしまった。以前、イエスでアラン・ホワイトと働いていたジェフ・ダウンズが2005年4月に参加し、『New Day』の曲を作り直し、新しいマテリアルを追加して、アルバム全体が再録音された。
ホワイト、ザ・シン、スティーヴ・ハウ、に加えてハウ、スクワイア、ホワイトによる共同セットで構成された「More Drama Tour」というジョイント・ツアーが2005年に予定されていたが、事情によりキャンセルされた。
アルバム『ホワイト』は、アラン・ホワイト、ケヴィン・カリー、スティーヴ・ボイス、カール・ホーグ、ジェフ・ダウンズというラインナップによって2006年にリリースされた。折を見てライブを続けたが、ダウンズが他の仕事で手いっぱいになりバンドを離脱した。フィル・デイヴィスを含む多くの代わりのキーボード奏者とともにバンドは継続された。元MerKaBaメンバーのRichard "Wayo" Hoganも2006年に彼らと一緒に仕事した。
しばらく活動がなかった後、2010年9月にホワイトは再びシアトル地区で新しいラインナップとともに臨時のライブで戻ってきた。現在のラインナップには、アラン・ホワイト（ドラム、パーカッション、バック・ボーカル）、カール・ホーグ（ギター、バック・ボーカル）、スティーヴ・ボイス（ベース、ギター、バック・ボーカル）が含まれ、また、（過去にアラン・ホワイトと仕事したことがある）イエスのトリビュートバンドであるParallelsの2人のミュージシャン：ロビン・ドーン（ボーカル）とジョナサン・シンデルマン（キーボード）が参加している。
ライブでのセットリストには、イエスとジョン・レノンによる楽曲が含まれている。

## メンバー

### 現在のラインナップ
- アラン・ホワイト (Alan White) - ドラム、パーカッション
- スティーヴ・ボイス (Steve Boyce) - ベース、ボーカル
- カール・ホーグ (Karl Haug) - ギター、ボーカル
- ロビン・ドーン (Robyn Dawn) - ボーカル
- ジョナサン・シンデルマン (Jonathan Sindelman) - キーボード

### 旧メンバー
- ケヴィン・カリー (Kevin Currie) - ボーカル
- テッド・ストックウェル (Ted Stockwell) - キーボード
- ジェフ・ダウンズ (Geoff Downes) - キーボード

## ディスコグラフィ

### アルバム
- 『ホワイト』 - White (2005年、Whitemusic)